# Futatsume no mado
Futatsume no mado (2つ目の窓) (Internationale titel: Still The Water) is een Japanse romantische film uit 2014 onder regie van Naomi Kawase. De film ging in première op 20 mei op het Filmfestival van Cannes en maakte deel uit van de competitie op het Film Fest Gent 2014.

## Verhaal
De film speelt zich af op het subtropisch eiland Amani, enkele jaren na de grote tsunami. Tijdens een traditioneel dansfeest bij volle maan ontdekt de 14-jarige Kaito in zee een drijvend lijk. Zijn vriendinnetje Kyôko helpt hem om deze ontdekking te plaatsen in hun wereld van tradities. Intussen ligt ook Kyôko’s moeder op sterven zodat beide kinderen met de dood geconfronteerd worden. 

## Rolverdeling
- Nijirô Murakami als Kaito
- Jun Yoshinaga als Kyôko
- Tetta Sugimoto
- Miyuki Matsuda
- Makiko Watanabe
- Jun Murakami
- Hideo Sakaki
- Fujio Tokita

## Nominaties
- Gouden Palm, Filmfestival van Cannes 2014
- ARRI/OSRAM Award Best International Film, Filmfestival van München 2014